# تومي تيت
تومي تيت (بالإنجليزية: Tommy Tate)‏ هو مدير فني أمريكي، ولد في 26 فبراير 1956 في واشنطن في الولايات المتحدة.